# Hypsomètre
Un hypsomètre est un instrument utilisé pour la mesure de l'altitude à partir de l'observation de la température d’ébullition de l'eau ou d'un autre liquide, celle-ci diminuant avec la pression et donc l'altitude.

## Description
L'appareil est formé d'un récipient cylindrique, un tube en verre par exemple, dans lequel un liquide (généralement de l'eau) est porté à ébullition. Un thermocouple mesure la température du liquide en permanence (non la température de la vapeur). Pour déduire l'altitude du lieu en fonction de la température mesurée il est nécessaire de connaître la relation entre température d'ébullition et pression d'une part, ainsi que la relation entre pression atmosphérique et altitude d'autre part. La précision de la mesure de pression est directement liée à la précision de la mesure de la température et à basse altitude la précision requise est de l'ordre du centième de degré.
D'autres liquides peuvent être utilisés  dont les plus communs sont l'éthanol et le méthanol. Un modèle d'hypsomètre fut mis au point par l'Armée des États-Unis à la fin des années 1950 utilisant du sulfure de carbone (CS2) qui ne nécessitait pas de chauffage, la température d'évaporation du liquide étant inférieure à la température ambiante, mais les inconvénients de l'utilisation de ce genre de liquide étaient sa dangerosité et ses problèmes environnementaux. L'avantage de cet hypsomètre était qu'il était plus précis qu'une capsule de Vidie traditionnelle, spécialement à une pression inférieure à 50 hPa (19 300 m).

## Utilisation
Cet appareil est utilisé dans certaines radiosondes pour trouver l'altitude du ballon, une donnée essentielle des radiosondages. En particulier, il a été utilisé dans la radiosonde SRS400-PTU en Suisse. La gamme de fonctionnement des hypsomètres est typiquement de 1100 à 5 hPa et la précision requise par les services de météorologie est de l'ordre de 0,1 % sur toute la gamme.
Il peut être aussi utilisé par les arpenteurs pour déterminer la hauteur d’une parcelle de terre en connaissant la pression du niveau de la mer standard à la température ambiante.